# Хај (Кошице-околина)
Хај (слч. Háj) насељено је мјесто са административним статусом сеоске општине (слч. obec) у округу Кошице-околина, у Кошичком крају, Словачка Република.

## Становништво
| Година:    | 1994. | 2004.    | 2014.   | 2024.    |
| ---------- | ----- | -------- | ------- | -------- |
| Број људи: | 332   | 285      | 290     | 239      |
| Разлика:   |       | -14,15 % | +1,75 % | -17,58 % |

| Година:    | 2023. | 2024.   |
| ---------- | ----- | ------- |
| Број људи: | 242   | 239     |
| Разлика:   |       | -1,23 % |

Према подацима о броју становника из 2011. године насеље је имало 288 становника.